# Provola siciliana
La provola siciliana è un formaggio e prodotto tipico siciliano. Rientra nell'elenco dei prodotti agroalimentari tradizionali (PAT) stilato dal ministero delle politiche agricole e forestali (Mipaaf).

## Caratteristiche
La provola siciliana, assieme al caciocavallo, è uno dei formaggi più antichi dell'isola. Essa differisce dal caciocavallo per pezzatura e forma, e inoltre per la ridotta durata della salatura e della stagionatura.
È un formaggio a pasta filata ottenuto da latte vaccino crudo, principalmente ottenuto da vacche di razza modicana.
Ha una tipica forma a pera affusolata. La crosta è sottile, liscia e di colore giallo ambrato. La pasta è compatta e di un colore giallo paglierino chiaro.
L'odore è gradevole, non pungente. Il sapore dolce e delicato. Il peso si aggira intorno al chilogrammo.

## Produzione

### Cagliata e filatura
Il latte viene fatto coagulare con caglio di agnello o di capretto in una tina a circa 37° per circa trenta minuti. La cagliata viene rotta e successivamente cotta. Successivamente la cagliata viene posta a spurgare e ad acidificare (maturazione) per circa quattro ore. Al termine della maturazione viene filata e lavorata manualmente dal casaro per ottenere la tipica forma a pera.

### Salatura e stagionatura
La salatura avviene in salamoia satura per quattro/sei ore. Alla fine il prodotto viene legato ad un'estremità (la parte più piccola della pera) e posto a stagionare in locali freschi e ventilati.